# Lausanne
Lausanne (frankoprovansalski: Losena) je grad u Švicarskoj u kantonu Vaud, na obalama Ženevskog jezera (francuski: Lac Léman). Lausanne je glavni grad kantona Vaud i distrikta Lausanne. U gradu se nalazi sjedište Međunarodnog olimpijskog odbora.

## Povijest
Područje današnjeg grada Lausanne je bilo naseljeno u 4. tisućljeću pr. Kr. Na mjestu tog naselja, Rimljani su sagradili vicus, imenom Lousonna, 15. pr. Kr., koji se nalazio na mjestu današnje četvrti Vidy. Ovo naselje se održalo, sve do pada Rimskog Carstva, kada su se stanovnici, zbog čestih napada Germana, preselili na obližnji brežuljak, danas gradsko središte.
Lausanne je jedna od etapa ceste Via Francigena, kojom su hodočasnici išli u Rim. Kasnije su gradom vladali savojski vojvode i biskup od Lausanne. Grad je potpao pod Bern u razdoblju od 1536. do 1798., kada su izg grada odnijeta mnoga kulturna bogatstva. U vrijeme Napoleonskih ratova, mijenja svoj status. 1803. godine, postaje glavno mjesto novoosnovanog kantona Vaud, ulaskom u Švicarsku Federaciju. Od 1950-ih, do 1970-ih u grad se doseljuje veliki broj talijanskih imigranata. Iako je grad bio tradicionalno poprilično miran, u 1960-ima i 1970-ima se dogodio niz demonstracija mladeži protiv policije i visokih cijena ulaznica za kino.
Na referendumu 1992. godine, građani grada su odbili ugostiti Zimske olimpijske igre, što je bilo vrlo čudno za grad u kojem se nalazi Međunarodni olimpijski odbor.

## Zemljopis
Najvažnije zemljopisno obilježje grada je Ženevsko jezero. Lausanne je izgrađen na južnim nizinama švicarskog platoa, s razlikama u visini od 500 m između južnog obalnog područja i sjevera grada.
U središtu grada se prije nalazila rijeka Flon, koja je nadkrivena u 19. stoljeću. Rijeka se danas nalazi ispod ulice Centrale. Nizinski dio bivše rijeke, također doprinosi razlikama u visini. Grad ima nadimak "europski San Francisco", zbog velikih uspona gradskih ulica.
Lausanne se nalazi između vinskih regija Lavaux (istočno) i la Côte (zapadno). Područje utjecajne zone grada ima oko 250.000 stanovnika.

## Obrazovanje
U gradu se nalazi nekoliko svjetski slavnih obrazovnih ustanova, osobito na području turizma.
- Škola hotelijerstva u Lausanni
- Švicarski federalni tehnološki institut - Lausanne
- Međunarodni institut za menadžment (IMD)
- Sveučilište u Lausanni (Université de Lausanne)
- Conservatoire de Lausanne  Arhivirana inačica izvorne stranice od 23. lipnja 2008. (Wayback Machine)

## Kultura
Bogati glazbeni život grada održavaju Orchestre de Chambre de Lausanne i Ensemble Vocal.
Svake godine se održava Festival grada početkom srpnja. Također se održavaju i filmski festivali, Bachov festival ("Le Festival et Concours Bach de Lausanne") i Noć muzeja ("La Nuit de Musées").
Lausanne je dom baleta Béjart.

### Muzeji
- Musée Olympique Lausanne (Olimpijski muzej)
- Musée de l'Elysée (Elizejski muzej)
- Fondation de l'Hermitage (Zaklada Hermitage)
- Kolekcija l'Art Brut
- mudac (Musée de design et d'arts appliqués contemporains)
- Musée Historique de Lausanne  Arhivirana inačica izvorne stranice od 11. srpnja 2007. (Wayback Machine) (Povijesni muzej Lausanne )
- Cabinet des Médailles cantonal
- Espace Arlaud   Arhivirana inačica izvorne stranice od 14. prosinca 2006. (Wayback Machine)
- Espace des Inventions (Znanstveni centar za djecu)
- Fondation Claude Verdan (fr.)  Arhivirana inačica izvorne stranice od 18. kolovoza 2006. (Wayback Machine) - Musée de la main (Muzej Ruke)
- Vivarium de Lausanne
- Forum d'architectures de Lausanne
- Forum de l'Hôtel de Ville (Forum gradske vjećnice)
- Musée cantonal d'Archéologie et d'Histoire (Kantonalni muzej arheologije i povijesti)
- Musée cantonal des Beaux-Arts  Arhivirana inačica izvorne stranice od 27. kolovoza 2006. (Wayback Machine) (Kantonalni muzej lijepih umjetnosti)
- Musée cantonal de Géologie (Kantonalni geološki muzej)
- Musée et jardins botaniques cantonaux (Kantonalni muzej i botanički vrt)
- Musée de Pully (Muzej Pully)
- Musée romain de Lausanne-Vidy (Rimski muzej Lausanne-Vidya)
- Musée de la Villa romaine de Pully
- Musée cantonal de Zoologie (Kantonalni zoološki muzej)
- Roseraie de la Vallée de la Jeunesse (Ružičnjak)
- Etablissement horticole de la Bourdonnette - serres de la Ville (Hortikulturalna ustanova - općinski staklenici)

### Sport
Sport je vrlo popularan u Lausanni, s vodenim sportovima koji su mogući na obližnjem jezeru i planinskim na obližnjim planinama. Također je dosta popularan i biciklizam. Godišnje atletsko natjecanje Athletissima, obuhvaća trčanje kroz grad, biciklizam, maraton i druge sportske discipline.
- Međunarodni olimpijski odbor Sjedište (službena stranica)
- Fédération Internationale des Sociétés d'Aviron (FISA) Međunarodno veslačko tijelo (službena stranica  Arhivirana inačica izvorne stranice od 12. veljače 2022. (Wayback Machine))
- Fédération Internationale d'Escrime (FIE) Međunarodno tijelo za prekršaje (službena stranica)
- Lausanne-Sport nogometni klub (službena stranica)
- Lausanneski hokejski klub Klub (LHC) (službena stranica)
- Lausanne-Morges Basket (LMB) (službena stranica  Arhivirana inačica izvorne stranice od 5. prosinca 2006. (Wayback Machine))
- Lausanne-Ville / Prilly Basket (službena stranica  Arhivirana inačica izvorne stranice od 1. siječnja 2007. (Wayback Machine))
- Lausanne Indians Baseball (službena stranica)
- Međunarodna bejzbolska federacija (službena stranica)
- Međunarodna plivačka federacija (službena stranica)
- Međunarodna klizačka udruga (službena stranica)

## Prijevoz

### Javni prijevoz
Javni prijevoz u gradu se odvija autobusima i metroom (kojim upravlja TL  Arhivirana inačica izvorne stranice od 19. veljače 2011. (Wayback Machine)), nacionalnim i regionalnim vlakovima (CFF, LEB   Arhivirana inačica izvorne stranice od 24. veljače 2011. (Wayback Machine)) i brodovima (CGN ). Većina javnog prijevoza se odvija trolejbusevima.
Lausanne će biti prvi gradu Švicarskoj koji će imati metro s gumama, a prva linija će biti otvorena 2008. godine. 

### Ceste
Lausanne je spojena s autocestom A1 na istočnoj strani (veza sa Ženevom i Zürichom) i s autocestom A9 na sjevernoj i istočnoj strani (veza s Italijom).

## Poznati stanovnici
U Lausanni su se rodili:
- Umberto Agnelli, talijanski poduzetnik
- David Bennent, glumac
- Mitropolit Antonije Blum, pravoslavni mitropoli i pripadnik francuskog pokreta otpora
- François-Louis David Bocion, švicarski umjetnik
- Johann Ludwig Burckhardt, putnik orijentalist
- Alejo Carpentier, kubansko-francuski pisac
- Stéphane Chapuisat, nogometaš
- Benjamin Constant,  mislilac, pisac i francuski političar
- Aloise Corbaz,  umjetnik
- Jean-Pascal Delamuraz, švicarski političar
- Charles Dutoit, dirigent
- Egon von Furstenberg, modni dizajner
- Eugène Grasset, umjetnik
- Bertrand Piccard,  psihijatar i balonist
- Charles Ferdinand Ramuz, švicarski pisac
- Ubol Ratana, tajlandska princeza
- Théophile Steinlen, slikar Art Nouveaua
- Elizabeth Thompson britanska slikarica
- Bernard Tschumi, moderni arhitekt i pisac
- Félix Vallotton, postimpresionistički slikar

Slavni stanovnici:
- Jean Anouilh, francuski dramatičar
- Maurice Béjart, koreograf
- Pierre de Coubertin, francuski barun i osnivač IOC-a
- Victoria Eugenia de Battenberg, kraljica Španjolske
- Peter Carl Fabergé, ruski draguljar
- Oswald Heer, švicarski znanstvenik
- Stéphane Lambiel, klizač
- James Mason, engleski glumac
- Waldemar Mordecai Haffkine, ukrajinski bakteriolog
- Auguste Piccard, švicarski fizičar i istraživač
- Georges Simenon, belgijski pisac
- Karol Szymanowski, Polish composer
- Eugène Viollet-le-Duc, francuski arhitekt
- Pierre Viret, švicarski reformacijski teolog

## Galerija fotografija
- Grad
- Grad
- Ženevsko jezero
- Vinogradi u Lavauxu
- Stari grad
- Palais de Beaulieu
- Željeznička stanica
- toranj Bel-Air

## Vanjske poveznice
- Službena stranica grada Lausanne
- Turizam u Lausanni
- Gradski festival